# Günther Bartnick
Günther Bartnick, né le 20 février 1949 à Dippoldiswalde et mort le 19 mai 2023, est un biathlète est-allemand.

## Biographie
Aux Jeux olympiques d'hiver de 1972, il est quinzième de l'individuel pour sa seule participation à l'événement.
En 1973, il remporte la médaille de bronze aux Championnats du monde sur le relais. Un an plus tard, il devient vice-champion du monde de sprint derrière le Finlandais Juhani Suutarinen à Minsk.

## Palmarès

### Championnats du monde
- Championnats du monde de 1973 à Lake Placid :
  -  Médaille de bronze au relais 4 × 7,5 km.
- Championnats du monde de 1974 à Minsk :
  -  Médaille d'argent au sprint.